# کانتری هومز (واشینگتن)
کانتری هومز، واشینگتن (به انگلیسی: Country Homes, Washington) یک مکان مختص سرشماری در ایالات متحده آمریکا است که در شهرستان اسپوکن، واشینگتن واقع شده‌است.

## خصوصیات
کانتری هومز ۴٫۴ کیلومترمربع مساحت و ۵٬۸۴۱ نفر جمعیت دارد و ۵۹۵ متر بالاتر از سطح دریا واقع شده‌است.